# Invaginación intestinal
La invaginación intestinal, también llamada intususcepción, es un cuadro digestivo agudo, que sucede más frecuentemente en la edad pediátrica, sobre todo en el primer año de vida.Es una condición médica en la que una parte del intestino se pliega en la sección inmediatamente anterior

## Incidencia
La invaginación intestinal aparece entre uno y cuatro de cada mil niños (1-4/1000). Es la causa más frecuente de obstrucción intestinal desde los 3 meses a los 6 años, siendo raro en los recién nacidos. Ocurre sobre todo en varones (4:1). La localización más frecuente es la ileocólica y la ileoileocólica. 

## Causas
Actualmente la etiología es desconocida. Se ha relacionado con múltiples entidades patológicas, pero realmente en la actualidad es desconocida. Algunas de ellas son: fibrosis quística, infección por adenovirus, otitis media, púrpura de Schönlein-Henoch o tras recibir quimioterapia.

## Síntomas
Debuta con un dolor abdominal brusco, súbito, de tipo cólico, acompañado de flexión de los miembros inferiores sobre el abdomen. Llanto violento por el dolor. Progresivamente el niño queda aletargado e incluso con alteración de la conciencia. Son frecuentes los vómitos, que acabaran por hacerse biliosos. No hay deposiciones, aunque algunas veces pueden eliminar unas heces poco voluminosas sanguinolentas y con moco, descritas como "jalea de grosellas".

## Tratamiento
El tratamiento consiste en la reducción hidrostática mediante enema con aire o suero fisiológico. No se utiliza bario debido a la irradiación que produce sobre el niño. Se realiza con control ecográfico, y tiene un éxito del 75-80% de los casos si se realiza antes de las 48 horas del inicio del cuadro.
Hay en algunos casos en los que está indicada la cirugía urgente, y no se realiza la reducción hidrostática. Estos son:
- Sospecha de sufrimiento intestinal con signos de shock
- Signos de irritación peritoneal (peritonitis) o de perforación intestinal (neumoperitoneo)
- Evolución mayor de 48 horas de la invaginación intestinal.
- Fracaso tres veces de la reducción hidrostática.

## Pronóstico
La invaginación intestinal no tratada es a menudo mortal en los lactantes, debido a que la introducción del asa arrastrando el mesenterio, obstruye el retorno venoso. Esto produce una congestión de la porción invaginada llegando a producir gangrena y shock.
El pronóstico depende de los síntomas y del tiempo de evolución del cuadro. Puede resolverse espontáneamente antes de realizar ningún tratamiento. Y el índice de recurrencia es bastante alto.